# Nitokra pusilla
Nitokra pusilla är en kräftdjursart som beskrevs av Georg Ossian Sars 1911. Nitokra pusilla ingår i släktet Nitokra och familjen Ameiridae. Inga underarter finns listade i Catalogue of Life.